# Guerre de Dix Ans (Franche-Comté)
Pour les articles homonymes, voir Guerre de Dix Ans.
Batailles
Siège de Dole (1636), Siège de Champlitte (1636), Siège de Saint-Jean de Losne (1636), Campagne de Bresse et Bugey (1637), Bataille de Martignat (1637), Bataille de Savigny (1637), Siège d'Arbent (1637), Bataille de Cornod (1637), Siège de Saint-Amour (1637), Bataille de Sainte-Agnès (1637), Siège de Lons-le-Saunier (1637), Siège de Bletterans (1637), Bataille de Poligny (1638), Seconde bataille de Poligny (1638) Siège de Pontarlier (1639), Siège de Champlitte (1638), Siège de Jonvelle (1639), Siège de Nozeroy (1639), Prise de Saint-Laurent-la-Roche (1641), Bataille de Maynal (1641)
La guerre de Dix Ans (1634-1644) est l'épisode comtois de la guerre de Trente Ans (1618 à 1648). Cette guerre a pris ce nom sous la plume de l'historien comtois Jean Girardot de Nozeroy, contemporain des faits.

## Situation de la Franche-Comté auXVIesiècle
Durant le règne de Charles Quint au XVIe siècle, la Franche-Comté (Comté de Bourgogne) était une région prospère à l'abri des démêlés entre la France et l'Espagne ainsi que l'Autriche, grâce à son statut particulier garanti dans divers traités de neutralité avec les cantons suisses voisins.
Après l'abdication de Charles Quint, Philippe II devient roi d'Espagne et comte de Bourgogne. Il engage alors une lutte contre le protestantisme qui se diffuse en Franche-Comté, proche à la fois de la Suisse et du comté de Montbéliard.
Le parlement de Dole, fortement appuyé par Philippe II, aide au succès de la cause catholique et évite à la Franche-Comté les troubles des guerres de religion que l'Allemagne connut pendant plus de trente ans. Cependant, la région n'est pas épargnée par la guerre. Le 17 janvier 1595, Henri IV, alors roi de France, déclare la guerre à l'Espagne. La France est victorieuse des Espagnols à Fontaine-Française (en duché de Bourgogne) ; durant le mois de juin 1595, la région est envahie par Henri IV en personne, qui ne se soucie guère des traités de neutralité dans la région.
Plusieurs villes et villages sont alors maltraités, Baume-les-Dames et Lons-le-Saunier sont contraints de payer des sommes faramineuses sous peine d'être dévastés. Mais Henri IV, craignant que les Suisses n'interviennent pour faire respecter les traités de neutralité, décide de quitter précipitamment Lons-le-Saunier, non sans avoir brûlé ses deux faubourgs.
En 1598, la paix de Vervins est signée, rendant à la France et à l'Espagne leurs conquêtes mutuelles. Cette même année, Philippe II meurt ; il laisse derrière lui les Pays-Bas et la Franche-Comté à sa fille aînée, l'infante Isabelle-Claire-Eugénie d'Autriche, épouse de l'archiduc Albert d'Autriche.

## La «guerre de Dix Ans»

### Contexte et origines
Isabelle-Claire-Eugénie d'Autriche renouvelle en 1611 le pacte de neutralité qui avait été convenu en 1522 entre la France et la Franche-Comté par Marguerite d'Autriche. Le pacte indiquait clairement que la neutralité devait être observée au moins jusqu'en 1640. Un répit de courte durée est alors attribué à la Franche-Comté, sous le gouvernement de l'archiduc Albert d'Autriche et d'Isabelle-Claire-Eugénie d'Autriche.
En 1621, l'archiduc Albert d'Autriche décède, et au même moment, Philippe IV, son neveu, accède au trône d'Espagne. Isabelle-Claire-Eugénie d'Autriche meurt à son tour quatorze ans plus tard, laissant la Franche-Comté à Philippe IV. Entre-temps, en janvier 1629, Richelieu écrit à Louis XIII : « On pourrait penser à la Navarre et à la Franche-Comté comme nous appartenant, estans contiguës à la France et faciles à conquérir toutes fois et quantes que nous n'aurons autre chose à faire ».
Louis XIII, excédé par l'agrandissement de la « maison d'Autriche », s'était allié à la Ligue protestante, composée des princes d'Allemagne et du roi de Suède Gustave Adolphe. Face à eux, la Ligue catholique est composée de l'empereur Ferdinand II, du roi de Hongrie, du roi d'Espagne Philippe IV, et du duc Charles IV de Lorraine. Or Gaston d'Orléans, frère de Louis XIII, et en rébellion contre lui, avait des liaisons avec Charles IV de Lorraine et Philippe IV.
Louis XIII rompt alors le traité de neutralité, prétextant que Besançon avait accueilli Gaston d'Orléans, et le 27 mai 1636 déclare la guerre, malgré l'opposition du Parlement de Dole.

### Le temps des succès comtois (1634-1637)

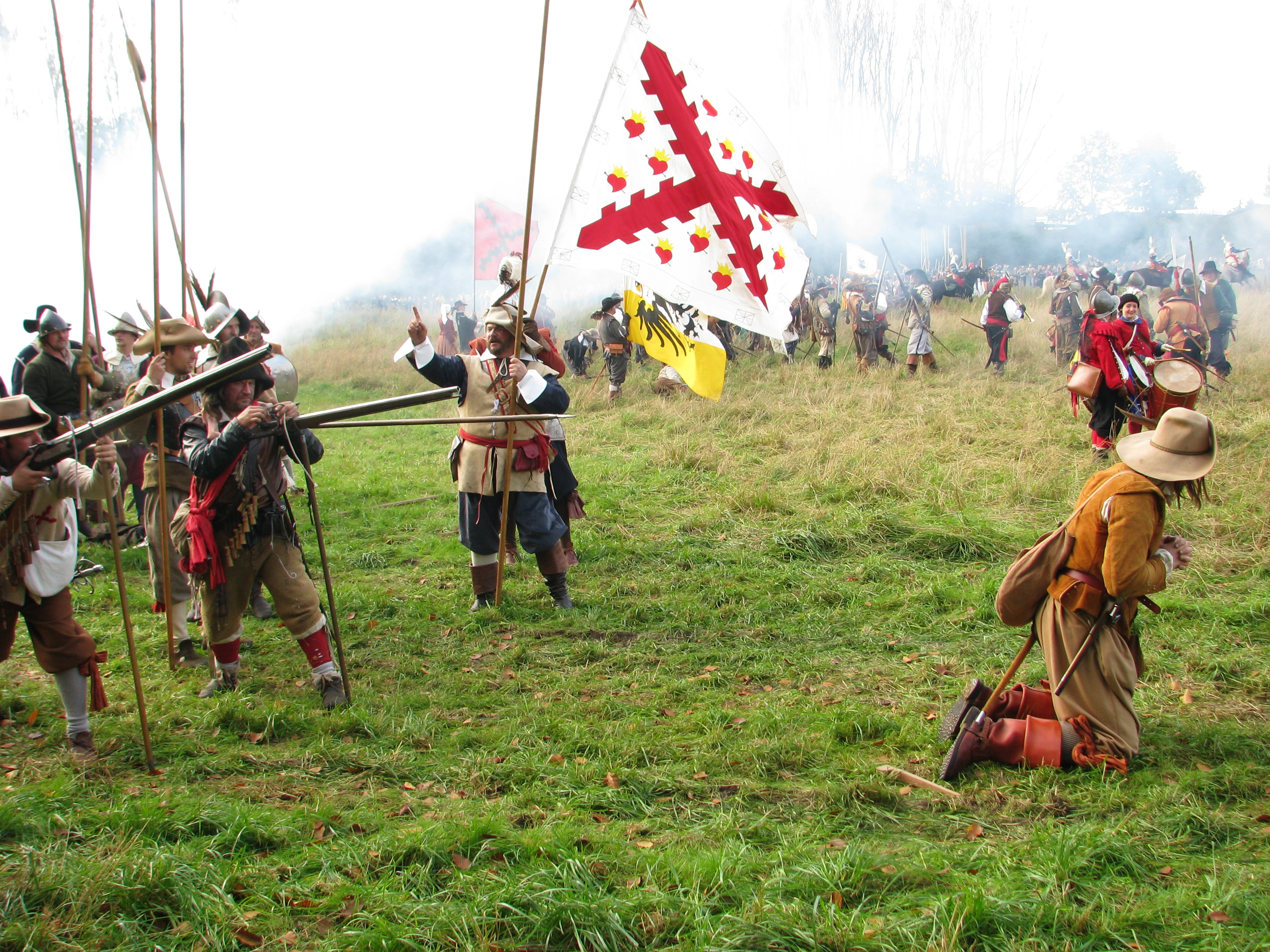
Soldats comtois de la Guerre de Dix ans

Le conflit commence plutôt bien pour les Comtois : en 1634, est contrée à Lure  une attaque suédoise venant d'Alsace par Otto Louis de Salm-Kyrburg-Mörchingen (en) et en 1635, d'autres attaques dans le nord-est seront également repoussées.
En 1636 la menace se fait plus sérieuse : Richelieu concentre alors à Auxonne (frontière entre la Bourgogne et la Franche-Comté) une armée, composée de plus de 25 000 hommes, dont il confie le commandement au prince de Condé. Côté comtois, le parlement avait attribué deux ans plutôt, le commandement en chef des troupes du comté au maréchal de camp Gérard de Joux de Watteville, marquis de Conflans, assisté et secondé par le parlementaire Jean Girardot de Nozeroy. Les troupes comtoises, manquant de moyens et de munitions, s’élèvent à un peu plus de 12 000 hommes. Inférieur en nombre, Watteville ne veut pas attaquer frontalement les Français et opte pour un morcellement des troupes, qui sont cantonnées dans les villes les plus importantes. Le 29 mai 1636, le prince de Condé se présente devant Dole, qui était à l'époque la capitale de la Franche-Comté. Ce dernier pensait qu'après la chute de Dole, qui était siège du gouvernement et du parlement, la conquête de la Franche-Comté se ferait beaucoup plus facilement. Mais après un siège difficile de plus de trois mois et devant l'arrivée en renfort de 13 000 soldats comtois, impériaux et lorrains menés par Charles IV de Lorraine, le prince de Condé doit lever le siège, pour aller défendre Corbie, en Picardie. En septembre 1636, les français échouent également à pénétrer le nord-ouest du comté et doivent abandonner le siège de Champlitte. Les armées de Charles de Lorraine, saisissent l'occasion pour envahir le duché de Bourgogne. Mais si l'invasion est au départ un succès, elle sera stoppée lors du siège de Saint-Jean-de-Losne, en novembre 1636. Lorrains et impériaux refluent en Franche-Comté, ce qui ne sera pas sans problèmes.
En 1637 Watteville organise une double offensive pour reprendre l'initiative face aux Français. Il charge son fils, le comte de Bussolin, de lancer une grande offensive sur le Bugey français. Lui-même prend la tête d'une autre offensive en Bresse, où il remportera un grand succès à Savigny. Toutefois, même en ayant remporté les combats de Martignat et conquis une dizaine de places dont Oyonnax, les Comtois dans le Bugey ne pourront conserver ces territoires par manque de troupes. Fin février-début mars, les Comtois retournent chez eux, abandonnant la plupart de leurs conquêtes. Ces conquêtes n'ont pas été possibles car le parlement était en rivalité avec le commandement militaire. La campagne de Bresse avortée sera la cause du retour des Français dans le Comté de Bourgogne.
Sans le soutien du parlement, qui lui refuse l'artillerie des impériaux rentrés du duché de Bourgogne ainsi que des éléments de cavalerie, Watteville souhaite s'en prendre à l'enclave française de Cornod. Une grave dissension entre ses officiers ainsi qu'une reconnaissance du terrain bâclée, causera la défaite de l'armée de Watteville, surpris par les Français lors du siège du château. La défaite de Cornod, le 13 mars 1637, marque la fin de cette période de succès comtois et le début des temps difficiles pour le comté. Watteville sera démis de ses fonctions et l'armée comtoise, qui a perdu les deux tiers de ses effectifs, sera placée sous les ordres de Charles IV de Lorraine. Les autorités comtoises n'ont plus leur mot à dire sur la suite de la conduite de la guerre.

### Les Français prennent l'avantage (1637-1638)

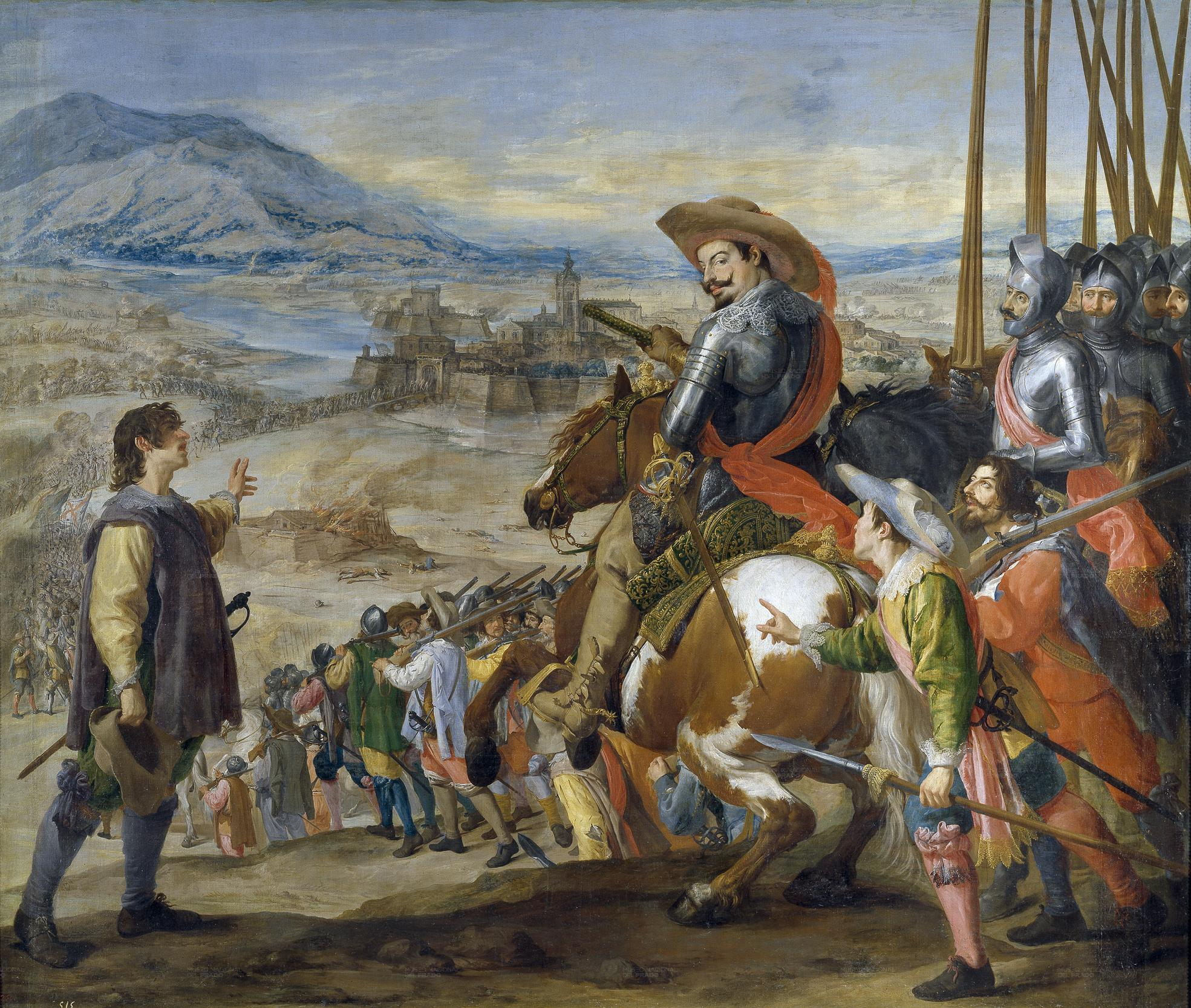
Les "Suédois" de Saxe-Weimar

Cette année-là, trois armées envahissent simultanément la région : le duc Bernard de Saxe-Weimar, par la Saône, le marquis de Grancey par Montbéliard, et le duc de Longueville par la Bresse. Le 29 mars 1637, la riche cité de Saint-Amour, dans le bailliage d'Aval, est assiégée par le duc de Longueville et, malgré une résistance d'une semaine de la part de ses habitants, le bourg tombe aux mains des Français, ainsi que plusieurs autres villages des environs.
La tactique des Français est simple et terriblement efficace : assiéger les petites localités de façon à éviter de devoir attaquer les grands centres de résistance souvent situés dans les grandes villes de la région. Ainsi, Saint-Claude et Moirans, sont pris, puis Lons le saunier, au bout d'un siège de 2 semaines. Le duc de Saxe-Weimar, qui était au service des Français, fit de même, en pillant et dévastant tout sur son passage. De nombreuses localités sont prises d'assaut et assiégées, notamment Jonvelle, Jussey et Bletterans ; d'autres villages subiront un sort encore plus cruel, comme Pierrecourt, qui fut totalement détruit par les flammes, et dont les habitants ont tous été  exécutés. Le duc de Saxe-Weimar assiège également de nombreux châteaux et forteresses près de la Saône.
Dans le mois d'avril, le commandement des armées comtoises, est confié à Jean-Baptiste de la Baume, marquis de Saint-Martin. Si les Comtois n'ont plus vraiment d'armée en tant que telle, il leur reste encore les garnisons des grandes villes comme Gray, Dole ou Besançon. Mais on trouve également des contingents lorrains de plusieurs milliers d'hommes et quelques troupes impériales et espagnoles en plus faible nombre. Toutes ces forces combinées peuvent encore faire la différence face à la France. Charles IV, le duc de Lorraine, se voit confier le gouvernement de la Franche-Comté par Philippe IV. Il décide de rester à Besançon, alors que ses soldats ont la charge de défendre le bailliage d'Amont. Mais ses soldats indisciplinés se comportent comme de vrais pillards en dévastant la région. Le bailliage d'Amont sera saccagé et affaibli aussi bien par ses ennemis, les Français, que par ses alliés, les Lorrains.
En 1638, la région est donc en partie dévastée par la guerre, en plus d'être victime de la peste, qui poursuit ses ravages, commencés en 1636 lors du siège de Dole. En début d'année, le commandement ultime de toutes les armées alliées est confié à Charles IV de Lorraine. Une immense victoire remportée à Poligny sur les Français ne suffira pourtant pas à inverser le cours du conflit, qui devient toujours plus destructeur pour la région. Pire encore, les choix stratégiques de Charles de Lorraine à la suite de la bataille, mécontentèrent les alliés créant de profondes divisions. La seconde bataille de Poligny, ajouté à d'autres défaites en Allemagne, achève de saper la cohésion des alliés qui se divisent définitivement. Lorrains et Impériaux rentrent chez eux laissant la province quasiment sans défense.

### La Franche-Comté ravagée (1638-1639)

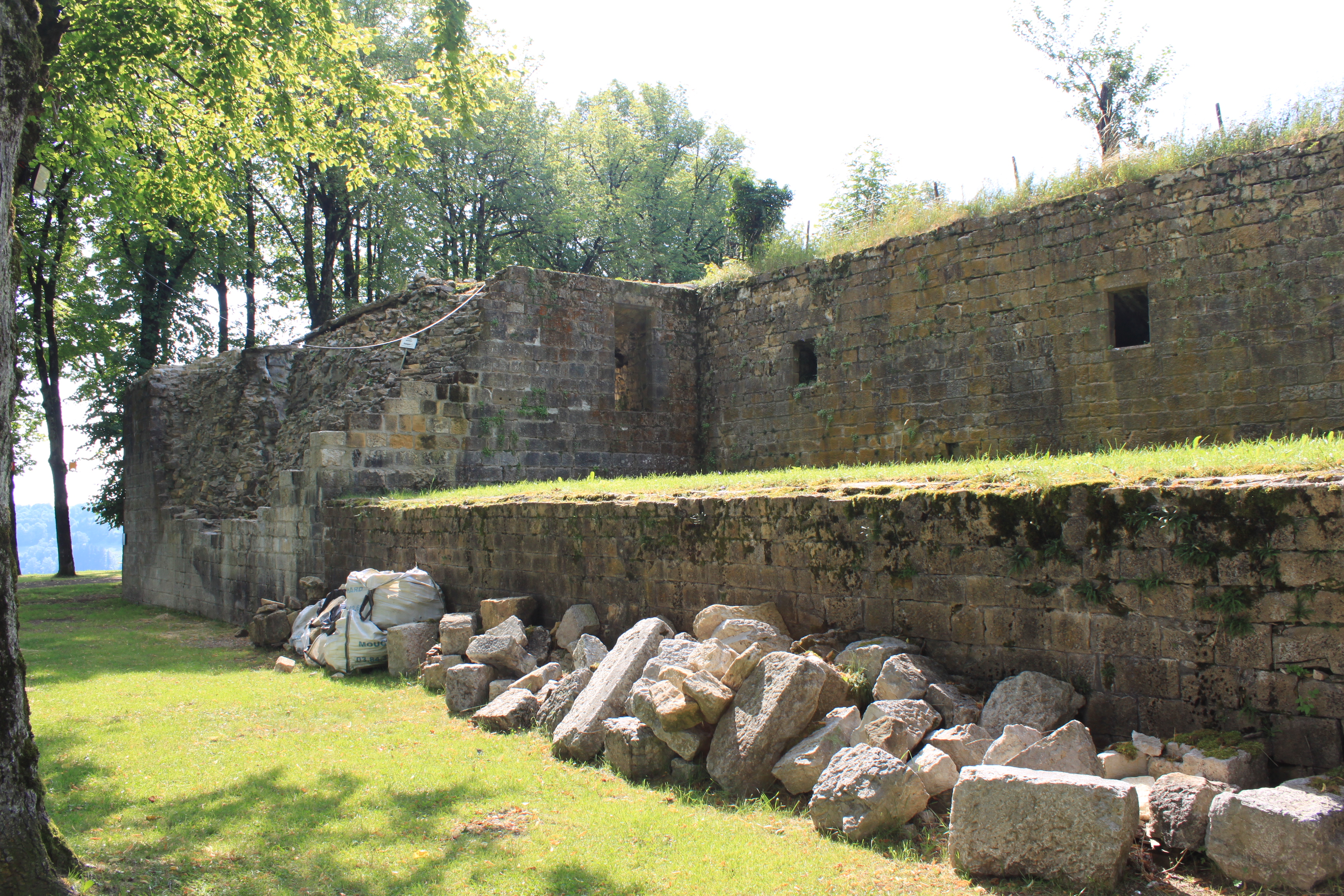
Château de Nozeroy, pris en 1639 et détruit pendant le conflit

La Franche-Comté est alors confrontée à un autre fléau encore plus dévastateur : la famine. De nombreux Francs-Comtois fuirent la faim, et émigrèrent en Savoie, en Suisse, et même pour certains en Italie, à Milan et à Rome. Voici ce qu'en dit Girardot de Nozeroy dans ses écrits, intitulés Histoire de Dix Ans de la Franche-Comté de Bourgogne : 
« Les livres sacrés racontent avec larmes les tristes afflictions du peuple Juif : Joseph narre la famine qui fut à Jérusalem durant son siège où les mères mangèrent leurs propres enfans : le siège de Paris sous Henri IV a quelque chose d'approchant, mais (sans rien enchérir) la famine de nostre Bourgougne en cette année 1638 a passé par-dessus tout cela incomparablement. La postérité ne le croira pas, les riches qui possedoient force chevances et avoient eu au commencement des espargnes, estoient espuisez, les pauvres paysans estoient retirez dans les villes sans labeur ny employ, le bled (blé) rare partout se vendoit à prix desmesuré : on vivoit des herbes des jardins et de celles des champs : les charognes des bestes mortes estoient recherchées aux voiries, mais cette table ne demeura pas long temps mise : on tenoit les portes des villes fermées pour ne se veoir accablez du nombre des gens affamez qui s'y venoient rendre, et hors des portes les chemins demie lieüe loing estoient pavez de gens haves et deffaictz, la plupart estenduz de foiblesse et se mourant : dans les villes les chiens et les chats estoient morceaux délicats, puis les rats estans en regne furent de requise, j'ay veu moy-mesme des gens bien couverts relever par les rües des rats morts jettez par les fenestres des maisons et les cacher pour les manger. En fin on vint à la chair humaine, premièrement dans l'armée où les soldats estans occis servoient de pasture aux autres qui couppoient les parties plus charnues des corps morts pour bouillir ou rostir, et hors du camp faisoient picorée de chair humaine pour manger : on descouvrit dans les villages des meurtres d'enfans faicts par leurs meres pour se garder de mourir et des freres par leurs freres, et la face des villes estoit partout la face de la mort. »
Après avoir attaqué les plaines du comté de Bourgogne, l'Alsace et le Comté de Montbéliard, la France voulait en plus, pour frontière, les montagnes du Jura. Bernard de Saxe-Weimar, qui avait déjà envahi l'Alsace, et qui n'arrivait plus à faire vivre ses troupes dans cette région, avait pour projet de se rapprocher de la Franche-Comté. À ce moment-là, Richelieu donne alors l'ordre à Bernard de Saxe-Weimar « d'envahir, de conquérir, au nom de la France, toute la Franche-Comté limitrophe de la Suisse », c'est-à-dire la région montagneuse beaucoup moins éprouvée par la famine que le plat pays, favorisant ainsi ses desseins. Il entre alors en Franche-Comté sans hésitations, par le village de Saint-Hippolyte, qu'il incendie. Peu après, Bernard de Saxe-Weimar pille Morteau et saccage Montbenoît.
Le 4 février 1639, le comte de Guébriant assiège Nozeroy alors tenu par Roland de Montrichard, et y établit ses quartiers. Le 14 février, le château de Joux est pris par les Suédois, grâce à la peur ou à la corruption du lieutenant qui le commandait. Le 20 avril, de Guébriant s'empare de Château-Vilain et, le lendemain, il prend le château de La Chaux.
Le 16 mai 1639, le duc de Saxe-Weimar s'empare de la ville de Saint-Claude. Weimar, désespérant de prendre Besançon et Salins-les-Bains, fait brûler tous les villages et tous les bâtiments sur la route de Pontarlier jusqu'à Salins-les-Bains. Le 6 juillet, la ville de Pontarlier est ravagée par les flammes où plus de 400 personnes périrent dans un incendie qui ravagea la ville en moins de deux heures. À la même époque, plusieurs villages sont détruits : Les Alliés, l'ancien village de Cessay, « la Goutte-d'Or » et Bougnon. D'autres villages furent épargnés, de manière parfois anecdotique. Ainsi le village de Bouverans fut épargné parce qu'un habitant avait consenti à ferrer les chevaux, de même que Bulle échappa à l'incendie à cause d'un épais brouillard, dissimulant le village aux yeux de l'ennemi.
Le 8 juillet, après six mois de pillage et de cruauté pendant lesquels les Suédois se sont enrichis, le duc de Saxe-Weimar retourne en Alsace. Il meurt de la peste le 18 juillet 1639 à Neubourg, à l'âge de 35 ans. Durant l'occupation de la région, les Francs-Comtois ne sont pas restés inactifs.

### Guerre de partisans et résistance comtoise (1639-1641)

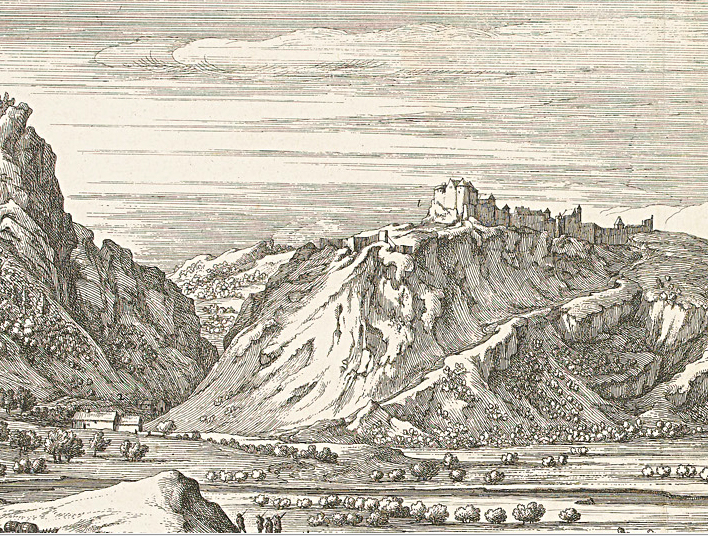
Le château de Joux au XVIIe siècle

En effet, César de Saix d'Arnans, qui est le chef des partisans francs-comtois, mène à partir de 1639, une guerre d'escarmouches contre l'envahisseur et pille plusieurs fois la Bresse. Il reprend également aux Français, avec l'aide des colonels Louis de la Verne et François de Saint-Mauris, les villes de Chaux les Crotenay et Nozeroy. Il a sous ses ordres le célèbre Lacuzon.
Aussi, Cart-Broumet mène la vie dure aux troupes suédoises. À la tête d'une troupe de volontaires venant de Mouthe et de ses environs, Cart-Broumet harcèle les troupes de Weimar dispersées dans la région et acquiert une solide réputation. Il se bat notamment entre Sainte-Colombe et La Rivière, près de Chaffois, et à proximité de Bief-du-Fourg. Il participa également à la défense de Nozeroy. Après la mort du duc de Saxe-Weimar, le marquis de Saint-Martin reprend Nozeroy, Château-Vilain et le château de La Chaux.
Au même moment, don Antonio Sarmiento de Tolède tente de reprendre le château de Joux, avec l'aide des troupes du duc de Bourgogne. En réalité, cette tentative visait à attirer l'ennemi dans un coin de la province franc-comtoise et de permettre ainsi aux habitants de faire les moissons et les vendanges. Quelque temps après, Sarmiento lève le siège du château de Joux. Après avoir appris que ce siège était levé, le marquis de Villeroy décida de retourner en France pour continuer la guerre sur les bords de l'Ain, contre les troupes de partisans francs-comtois. Le roi d'Espagne Philippe IV nomme le conseiller Boyvin président du parlement de Dole en avril 1639, ce dernier s'étant plaint qu'il n'avait personne à sa tête. Les autres places vacantes sont également attribuées et, le 12 novembre 1639, le parlement de Dole reprend ses séances ordinaires.
Toujours en 1639, le parlement de Dole mit une garnison à Nozeroy, sous le commandement d'Arnans. Durant les trois années qui suivirent cette décision, les hommes de cette garnison se comportent en véritables truands : ils pillent et malmènent la population. À Grimont (ancien village), les Français rançonnent fortement les personnes qu'ils font prisonnières. En Franche-Comté, la famine ravage toujours les villes de Besançon, Salins-les-Bains, Dole et Gray. Excepté quelques convois de blé provenant de Suisse ou de Savoie, la nourriture se fait de plus en plus rare.
Au printemps 1640, le baron d'Arnans mène avec ses 260 hommes restants une offensive victorieuse en Bresse. Mais cette victoire est entachée par des choix stratégiques obscurs et le maintien des pillages dans le Jura.

### Dernières années: l'accalmie (1641-1644)

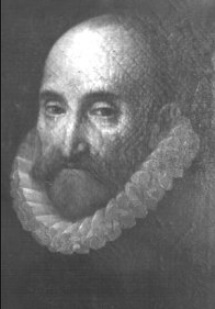
Claude Prost dit Lacuzon.

En novembre 1641, le cours de la guerre va légèrement s'améliorer pour les Comtois qui vont connaitre quelques succès grâce à Lacuzon qui s'empare de manière spectaculaire de la forteresse de Saint Laurent la Roche. Par cette action, il fait cesser les raids de pillages des Français qui sévissaient depuis la forteresse. Il va ensuite lancer une série de raids victorieux en Bresse où il ramène un grand butin et des vivres. Il bat également plusieurs fois les troupes françaises à Montmorot et à Maynal où ces dernières lui avaient préparé une embuscade.
Par chance, le royaume de France connaît quelques changements à cette époque à la suite de la mort de Richelieu, en décembre 1642, suivie par celle de Louis XIII, en mai 1643. Par l'intermédiaire de M. de la Pie, fermier des sauneries de Dole et avec le consentement du roi d'Espagne, le parlement de Dole traite avec la France qui est placée alors sous la régence d'Anne d'Autriche puisque le nouveau roi de France, Louis XIV, n'a que cinq ans.
À la suite d'un traité particulier, conclu avec le cardinal Mazarin en 1644, la France s'engage à faire cesser les hostilités en Franche-Comté, moyennant la coquette somme de 40 000 écus, mais garantissant ainsi à nouveau la neutralité de la région. L'année 1644 voit donc le terme de la guerre de Dix Ans en Franche-Comté. La guerre ne s'arrête pas pour autant en Europe, et tout particulièrement en Allemagne, mais les traités de Westphalie, en 1648, conclus entre l'empereur germanique Ferdinand III, la France et la Suède, mettront fin à la guerre de Trente Ans.

## Conséquences de la guerre de Dix Ans
Après la guerre de Dix Ans, la situation est désastreuse en Franche-Comté : la guerre, la peste et la famine ont dévasté la région. Le bilan est extrêmement lourd : plusieurs villes incendiées, 70 châteaux brûlés, 150 villages ont disparu, avec des dizaines de milliers de morts.
Toute l'économie et la démographie de la région se trouvent bouleversées, notamment l'agriculture, qui fut totalement anéantie. Le nombre de morts et d'exilés est également très important : le recensement de 1614 montrait que vivaient entre 405 000 et 410 000 personnes en Franche-Comté, comparé à celui de 1657 (soit 13 ans après la fin des combats) indiquant qu'il n'y avait environ que 160 000 habitants dans la région, soit une baisse de plus de 60 %. On estime ainsi que ce sont environ les deux tiers des Francs-Comtois qui sont morts pendant la guerre de Dix Ans, soit plus de 270 000 personnes,.